# 瞻园
瞻园位于南京市夫子庙西的瞻园路208号，即夫子庙秦淮河一带。瞻园始建於明朝嘉靖年间，是南京现存历史最悠久的私家园林，有“金陵第一园”之称，也和煦园并称为“金陵两大名园”，现已被列入全国重点文物保护单位。

## 历史
- 明初，朱元璋念开国功臣徐达“未有宁居”，赐建魏國公府邸，瞻園為府邸的一部份，原為馬厩，徐達七世孫徐鵬舉始建魏國公府西花園。
- 清乾隆南下江南，驻跸于此，题“瞻望玉堂”，遂名“瞻园”。因对瞻园的留恋，乾隆回京后命人仿瞻园建北京长春园。
- 1853年太平天国定都天京，先为东王杨秀清王府花园，后为夏官丞相赖汉英私家官邸，再后为幼西王萧有和王府。
- 太平天国后，为清廷江宁布政使署（即藩署）寓园。
- 1950年12月，历史学家罗尔纲主持筹建现太平天国历史博物馆，1958年5月迁至瞻园。
- 1960年代，建筑学家刘敦桢取江南园林之精华，主持修复瞻园；为刘敦桢一生之最后杰作。

## 概览
瞻园是典型的江南古典园林。分为东西两部分。

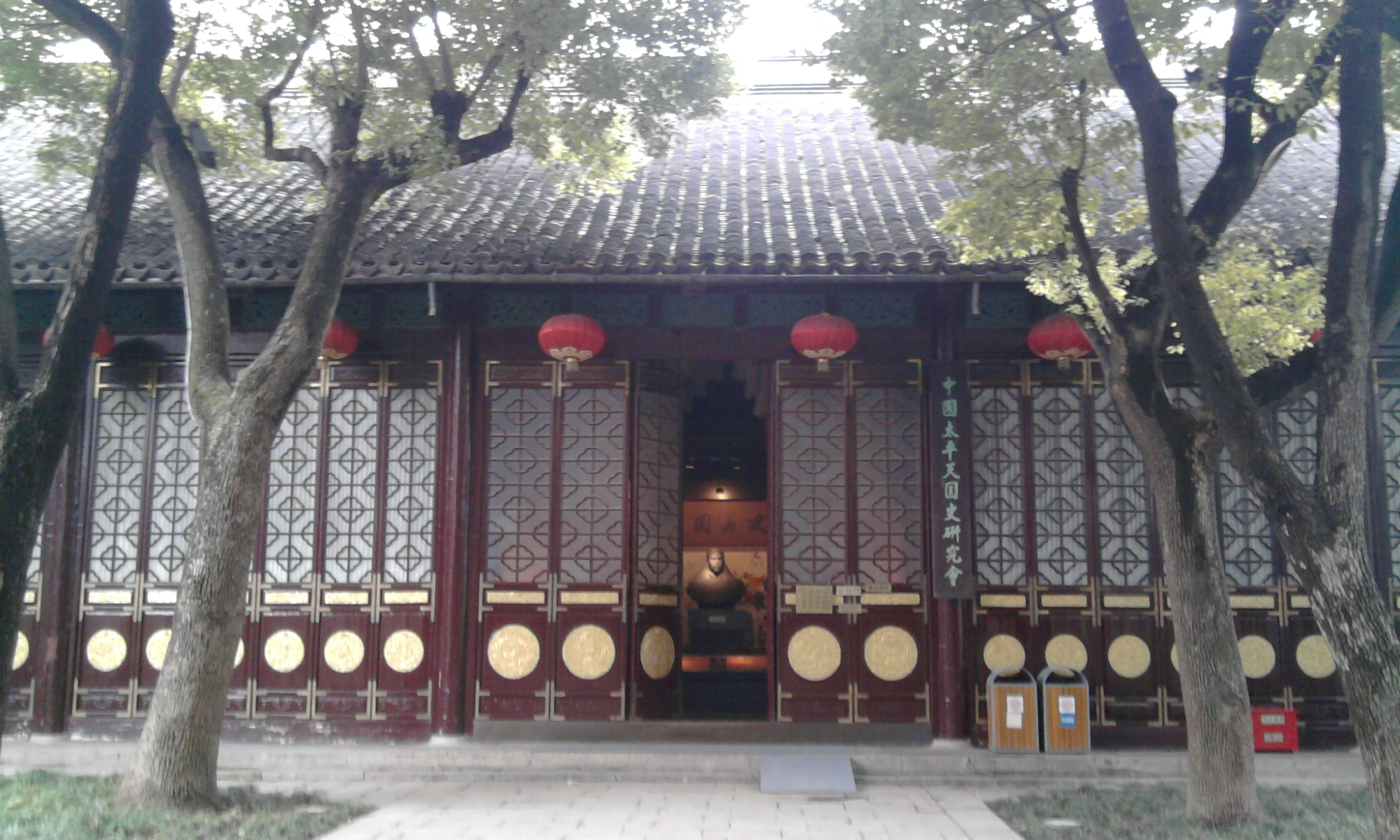
瞻园里的太平天国历史博物馆

瞻园东半部为太平天国历史博物馆，陈列有天父上帝玉垄、天王皇袍、忠王金冠、大旗、宝剑、原刻本官书《钦定士阶条例》等珍贵历史文物。
瞻园西半部古建筑有一览阁、花篮厅、致爽轩、迎翠轩、回廊，散布着五个小庭院和一个主园。主园中央静妙堂，三面环水，一面依陆，堂之南北各有一座假山，西边假山上有岁寒亭一座。静妙堂东北一隅，有三百年树龄的珍稀古紫藤一株。
园林风格布景，浸润着古时园主人及旧时文人士大夫“天人合一、虚静淡泊”的隐逸思想。

## 外部連結
- OpenStreetMap上有關瞻园的地理

32°01′21″N 118°46′47″E / 32.022450°N 118.779776°E